# سريك كوناكباييف
سريك كوناكباييف (بالروسية: Конакбаев, Серик Керимбекович)‏ (مواليد 25 أكتوبر 1959) هو ملاكم من الاتحاد السوفيتي، مثّل بلاده في الألعاب الأولمبية الصيفية 1980.

## روابط خارجية
سريك كوناكباييف على موقع أوليمبيديا (الإنجليزية)